# Rebecca Mader
Pour les articles homonymes, voir Mader.
Ne doit pas être confondue avec l’actrice franco-américaine Rebecca Marder
Rebecca Mader est une actrice britannique, née le 24 avril 1977 à Cambridge (Royaume-Uni).

## Biographie

### Jeunesse
Rebecca Mader était mannequin chez L'Oréal, Wella Hair et Colgate avant de se lancer dans le cinéma et la télévision.

### Carrière

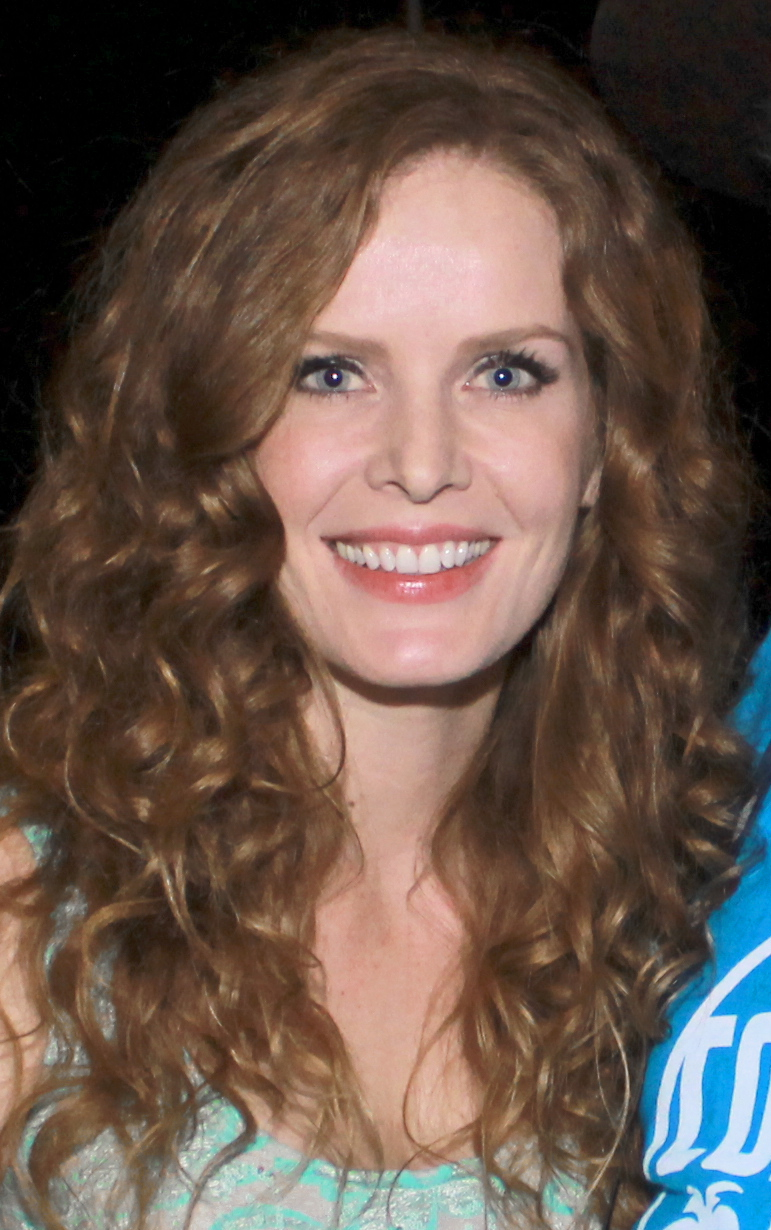
Rebecca Mader au MagicCity Comic-Con 2015.

Elle a joué de petits rôles dans divers films et séries, dont celui de l'anthropologue Charlotte Lewis dans la série télévisée Lost : Les Disparus qui lui a permis de se faire connaître du grand public en 2008.
En mai 2011, elle participe à l'évènement Maxim Hot 100 organisé par le célèbre magazine Maximal (Maxim). Sur un classement des « célébrités les plus sexy de l'année », Rebecca Mader arrive à la  39e place. En 2014, elle est classée à la 92e place.

En 2012, elle participe aux 2 épisodes finaux de la saison 4 de Fringe dans le rôle de Jessica Holt.
De 2013 à 2018, elle fut l'une des actrices principales dans la série Once Upon a Time, avec le rôle de Zelena, la Méchante Sorcière de l'Ouest. Cette série télévisée a permis à sa notoriété de s'accentuer.

### Vie privée
Rebecca Mader a été mariée en 2003 à Joseph Arrongino, un homme d'affaires, dont elle divorce en mai 2007 . 
Le 29 décembre 2014, Rebecca Mader annonce ses fiançailles avec l'acteur et producteur, Marcus Kayne puis leur mariage, le 23 novembre 2016
Le 25 avril 2019, Rebecca Mader annonce via Instagram être enceinte de son premier enfant.[réf. nécessaire]. Le 4 novembre 2019, elle donne naissance à un fils, Milo. Le 7 avril 2021, elle annonce, également via Instagram, être enceinte d'une petite fille dont elle devrait accoucher en août 2021.

## Filmographie

### Cinéma
- 2003 : Mimic : Sentinel (vidéo) de J. T. Petty : Carmen
- 2003 : Replay, de Lee Bonner : Belinda Brown
- 2005 : Hitch, expert en séduction (Hitch) d'Andy Tennant : Kim
- 2006 : Le diable s'habille en Prada (The Devil Wears Prada) de David Frankel : Jocelyn
- 2007 : Great World of Sound de Craig Zobel : Pam
- 2009 : Les Chèvres du Pentagone (The Men Who Stare At Goats) de Grant Heslov : Debora Wilton
- 2010 : The Rainbow Tribe de Christopher R. Watson : Mrs. Murray
- 2013 : Iron Man 3 : un des agents exposés à Extremis (agent à l'origine du vol de l'armure d'Iron Patriot)

### Télévision
- 2000 : Madigan de père en fils (Madigan Man) : Kim (1 épisode)
- 2001 : New York 911 (Third Watch) : Mandy (1 épisode)
- 2003 : La Force du destin (All My Children) : Morgan Gordan (3 épisodes)
- 2004 : Un voyage à New York : tante Cornelia
- 2006 : Justice : Alden Tullen
- 2007 : Private Practice : Leslie (saison 1, épisode 1)
- 2004 : On ne vit qu'une fois (One Life to Live) : Margaret Cochran #1
- 2008-2010 : Lost : Les Disparus (Lost) : Dr Charlotte Lewis (21 épisodes)
- 2009 : La Bague de Sophia (Ring of Deceit) : Madison Byrne
- 2010 : Super Hero Family (No Ordinary Family) : Victoria Morrow (5 épisodes)
- 2011 : Covert Affairs : Franka (saison 2, épisode 7)
- 2011 : Friends with Benefits : Ariel (saison 1, épisode 10)
- 2011 : Alphas : Griffin (saison 1, épisode 9)
- 2012 : Fringe : Jessica Holt (2 épisodes)
- 2012 : FBI : Duo très spécial (White Collar) : Abigail Kincaid (saison 4, épisode 5)
- 2012 : 30 Rock : la jeune femme très sexy (saison 7, épisode 8)
- 2012-2013 : Work It : Grace Hudson (13 épisodes)
- 2013 : Drop Dead Diva : Mistress Robin (saison 5, épisode 13)
- 2014-2018 : Once Upon a Time : Zelena, la Méchante sorcière de l'Ouest (67 épisodes)
- 2014 : Warehouse 13 : Lisa Da Vinci (saison 5, épisode 1)
- 2014 : Blue Bloods : Tori Parsons (saison 5, épisode 6)
- 2015 : Hawaii 5-0 : Nicole Booth (saison 5, épisode 11)
- 2015 : Friends in Therapy : Dr Felicity Pissed (saison 3, épisode 10)

## Voix françaises
En France, Odile Cohen  est la voix française la plus régulière de Rebecca Mader.
En France
| - Odile Cohen dans (les séries télévisées) : - Lost : Les Disparus - Los Angeles, police judiciaire - Super Hero Family - Alphas - FBI : Duo très spécial - Drop Dead Diva - Once Upon a Time - Blue Bloods - Hawaii 5-0 - Caroline Beaune (* 1959 - 2014) dans : - Justice (série télévisée) - La Bague de Sophia (téléfilm) | et aussi - Laurence Charpentier dans Fastlane (série télévisée) - Patricia Piazza dans Le Diable s'habille en Prada - Sybille Tureau dans Private Practice (série télévisée) - Barbara Beretta dans Cherche partenaires désespérément (série télévisée) |